# ستان جيفرسون
ستان جيفرسون (بالإنجليزية: Stan Jefferson)‏ هو لاعب كرة قاعدة أمريكي، ولد في 4 ديسمبر 1962 في نيويورك في الولايات المتحدة.

## وصلات خارجية
- ستان جيفرسون على موقعبيزبول رفرنس.كوم (الدوري الرئيسي) (الإنجليزية)
- ستان جيفرسون على موقعبيزبول رفرنس.كوم (الدوري الثانوي) (الإنجليزية)
- ستان جيفرسون على موقع جمعية أبحاث البيسبول الأمريكية (الإنجليزية)
- ستان جيفرسون على موقع مشجعي الرسوم البيانية (الإنجليزية)